# جیرو (ایندیانا)
جیرو (به انگلیسی: Giro) یک منطقهٔ مسکونی در ایالات متحده آمریکا است که در شهرستان گیبسون، ایندیانا واقع شده‌است. جیرو ۱۳۵٫۹۴ متر بالاتر از سطح دریا واقع شده‌است.